# Björn Nilsö
Per Anders Björn Nilsö, född 11 september 1956 i Linköpings församling i Östergötlands län, är en svensk militär.

## Biografi
Nilsö avlade sjöofficersexamen vid Sjökrigsskolan 1978 och utnämndes samma år till officer i flottan, där han befordrades till örlogskapten 1986. I slutet av 1980-talet var han chef för Sambandsavdelningen vid Ostkustens örlogsbas och i mitten av 1990-talet var han placerad vid 2. minkrigsavdelningen, men tjänstgjorde vid staben i Övre Norrlands militärområde och vid Militärhögskolan.[källa behövs] Han befordrades till kommendörkapten 1997 och tjänstgjorde vid högkvarteret för Allied Forces Northwestern Europe i Storbritannien från 1999. Han var chef för svenska insatsen i Afghanistan under 2002,[källa behövs] militärsakkunnig i Enheten för säkerhetspolitik och internationella frågor i Försvarsdepartementet 2003–2006, var militärrådgivare i Sveriges delegation vid NATO i Bryssel från 2006 och tjänstgjorde senare vid Marinens taktiska stab, där han bland annat förberedde övningen Northern Coasts 2013. Nilsö tjänstgjorde vid NATO Advisory Team i Pristina i Kosovo 2015–2016 och därefter ånyo i Sveriges delegation vid NATO 2016–2018.[källa behövs]